# Општина Лехлиу (Калараш)
Лехлиу (рум. Lehliu) општина је у Румунији у округу Калараш.
Oпштина се налази на надморској висини од 58 m.